# کرانتور
کرانتور (یونانی: Κράντωρ؛ – درگذشته ۲۷۶/۵ پیش از میلاد) فیلسوف یونان باستان و عضو آکادمی افلاطون بود. او اولین فیلسوفی بود که بر آثار افلاطون تفسیر نوشت.

## زندگی
کرانتور احتمالاً در اواسط قرن چهارم پیش از میلاد در سولی در کیلیکیه (ترکیه امروزی) به‌دنیا آمد. او از کیلیکیه به آتن نقل مکان کرد تا در رشته فلسفه تحصیل کند، در آن‌جا شاگرد گزنوکراتس و دوست پولمون و یکی از برجسته‌ترین حامیان فلسفه آکادمی قدیمی شد. از آن‌جایی که گزنوکراتس در ۳۱۴/۴ پیش از میلاد درگذشت، کرانتور باید قبل از آن سال به آتن آمده باشد، اگرچه تاریخ تولد او مشخص نیست. او قبل از پولمون و کریتز که جانشین پولمون شد، درگذشت. آب‌افتادگی علت مرگ او بود. او ثروت خود را که بالغ بر دوازده تالان آتیک بود به آرکسیلاوس که شاگردش باقی گذاشت. همچنین بعدتر کریتز را به‌عنوان محقق آکادمی جانشین خود کرد. 

## آثار
آثار او بسیار زیاد بود، اما تعداد کمی از آن‌ها باقی مانده است. به‌نظر می‌رسد که با موضوعات اخلاقی مرتبط بوده‌اند، و بر این اساس، هوراس او را با کرایسیپوس به‌عنوان فیلسوف اخلاق طبقه‌بندی می‌کند و از او به گونه‌ای صحبت می‌کند که ثابت می‌کند نوشته‌های کرانتور در رم بسیار خوانده شده و در آن زمان شناخته‌شده است.
او در شعر نیز کوشیده است؛ دیوژن لائرتی نقل می‌کند که پس از مهر و موم کردن مجموعه‌ای از اشعار خود، آن‌ها را در معبد آتنا در شهر زادگاهش، سولی، به امانت گذاشت. بر این اساس شاعر تئاتتوس او را در سنگ نوشته‌ای که بر او سروده دوست موزها نامیده است. و این‌که محبوب‌ترین شاعران مورد علاقه‌اش هومر و اوریپید بودند.

### در باب اندوه
به‌نظر می‌رسد محبوب‌ترین آثار کرانتور در رم در باب اندوه (لاتین: De Luctu) بوده است. که در هنگام مرگ پسرش خطاب به دوستش هیپوکلس نوشت و به‌نظر می‌رسد سیسرون در بحث‌های توسکانی به‌شدت به آن توجه داشته است. به گفته سیسرون، پاناتئیوس فیلسوف رواقی آن را اثری «طلایی» نامیده است که شایسته است کلمه به کلمه و از صمیم قلب یاد شود. سیسرون همچنین هنگام نوشتن تسلی‌نامه مشهور خود در مورد مرگ دخترش، تولیا، از آن استفاده زیادی کرد. کرانتور توجه ویژه‌ای به اخلاق داشت و چیزهای «خوب» را به این ترتیب می‌دانست: فضیلت، سلامتی، لذت، ثروت.

### تعلیقات بر افلاطون
دیوژن لائرتی می‌گوید که کرانتور ۳۰٬۰۰۰ خط تفسیر از خود به‌جای گذاشته است، اما از آن‌ها تنها تعدادی باقی مانده است. به‌نظر می‌رسد کرانتور اولین عضو آکادمی افلاطون بوده است که بر آثار افلاطون شرح و تعلیقاتی نوشته است. پروکلوس اولین تفسیر تیمائوس را به کرانتور نسبت می‌دهد، و اودوروس اسکندریه از کار کرانتور در تفسیر خود استفاده می‌کند که توسط پلوتارک حفظ شده است.